# Blåstrupig bergsjuvel
Blåstrupig bergsjuvel (Lampornis clemenciae) är en fågel i familjen kolibrier. Den förekommer i sydvästligaste USA och Mexiko.

## Utseende och läte

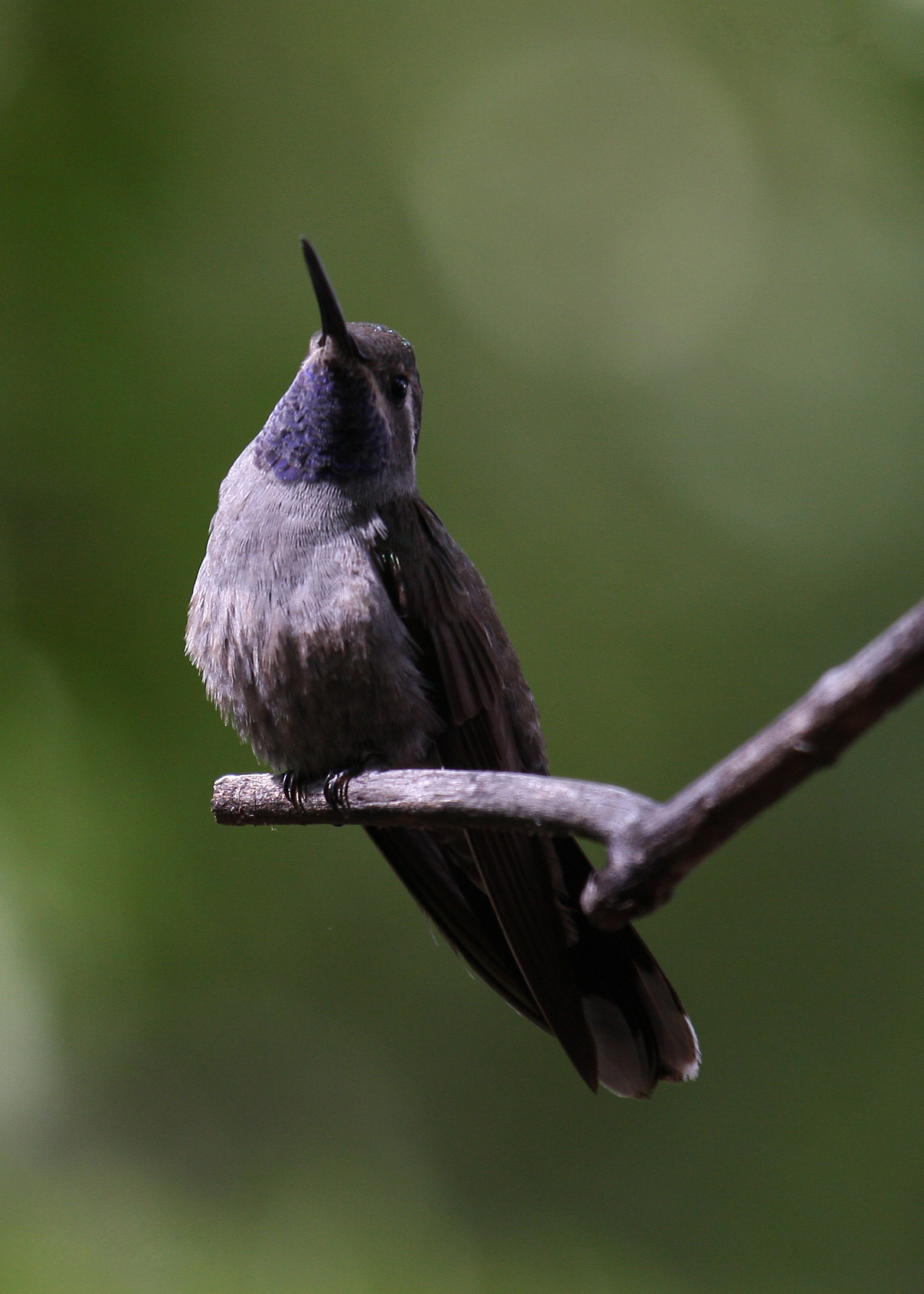

Blåstrupig kolibri är en förhållandevis stor kolibri som mäter 11,5 till 12,5 cm och väger sex till tio gram. Den har en relativt lång och bred svart stjärt som ofta hålls utspärrad, varvid de vita hörnen är iögonfallande. Noterbart är också grå undersida, vitt streck bakom ögat och vitt strupsidestreck samt bronsfärgad övergump. Hanen har blå strupe. Sången består av ett dämpat mekaniskt och väsande skallrande ljud. Lätet är ett genomträngande och klart "seek".

## Utbredning och systematik
Blåstrupig bergsjuvel delas in i tre underarter:
- Lampornis clemenciae bessophilus förekommer i bergsområden i sydvästra USA (sydöstra Arizona och sydvästra New Mexiko) samt nordvästra Mexiko söderut till Durango
- Lampornis clemenciae phasmorus häckar i sydvästra USA (Chisos Mountains i Texas). Populationen i centrala västra Nuevo Leon i Mexiko utgörs möjligen av denna underart. Taxonet är flyttfågel, men utbredningsområdet utanför häckningstid är okänt.
- Lampornis clemenciae clemenciae förekommer i bergstrakter i östra och centrala Mexixko, på centrala platån och i Sierra Madre Oriental söderut till Oaxaca.

Arten är troligen närmast släkt med ametiststrupig bergsjuvel (Lampornis amethystinus).

## Levnadssätt
Blåstrupig bergsjuvel hittas i blandskog i skuggiga bergskanjoner. Födan består som hos andra kolibrier av nektar, från bland annat lobelior, Nicotinia, Penstemon och Salvia. I USA häckar den huvudsakligen mellan maj och juli, i Mexiko mer varierat beroende på blomning.

## Namn
René Lesson som beskrev arten 1829 gav den namnet clemenciae för att hedra sin hustru Marie-Clémence Lesson (1800-1834), fransk illustratör av växter 

## Status och hot
Arten har ett stort utbredningsområde och tros öka i antal. Utifrån dessa kriterier kategoriserar internationella naturvårdsunionen IUCN arten som livskraftig (LC).